# Gruppo Editoriale Simone
Simone S.p.a. detta Gruppo Editoriale Simone è una casa editrice italiana fondata nel 1972, con sede a Napoli; ha cambiato denominazione sociale nel 2011. È specializzata in materia giuridico-professionale, universitaria e per concorsi.
Nel 2015 la casa editrice è stata condannata dal Tribunale Civile di Roma al ritiro dal mercato di un testo giuridico giudicato discriminatorio nei confronti di rom, una donna ha chiesto e ottenuto risarcimento.
Tra le opere pubblicate:
- Antonella Cilento, Le vacanze di Emily, 2004, ISBN 9788824488518.[7]
- Luca Colantoni, Internet. Calcio., 2000, ISBN 9788824499903.[8]
- Carlo Collodi, Le avventure di Pinocchio, 2003, ISBN 9788824491808.[9]
- Arthur Conan Doyle, The hound of the Baskervilles, 2014, ISBN 9788824439022.[10]